# París-Estambul sin regreso
París-Estambul sin regreso (en italiano: Agente 077: dall'Oriente con furore, lit. 'Agente 077: del Oriente con furia'; en francés: Fureur sur le Bosphore, lit. 'Furia en el Bósforo') es una película de aventuras/espías/acción de coproducción internacional italiana/española/francesa de 1965; la segunda de la serie de películas agente secreto 077, fue dirigida por Sergio Grieco. Una película de eurospy, está inspirada en la serie de películas de James Bond.

## Argumento
El agente secreto 077 es enviado a rescatar a un científico que ha inventado un rayo desintegrador capaz de destrucción masiva, que es secuestrado por una banda criminal para uso letal de su invento.

## Reparto
- Ken Clark como Dick Malloy (Jack Clifton en la versión alemana) / Agente 077.
- Margaret Lee como Evelyn Stone.
- Fabienne Dali como Simone Coblence.
- Evi Marandi como Romy Kurtz, hija del Profesor Kurtz.
- Philippe Hersent como Heston, jefe de la CIA.
- Mikaela como Dolores Lopez (como Michaela).
- Fernando Sancho como Cliente ruidoso en restaurante de París.
- Loris Bazzocchi como Sarkis (como Loris Barton).
- Ennio Balbo como Profesor Franz Kurtz.
- Claudio Ruffini como Werner (como Claude Ruffin).
- Franco Ressel como Goldwyn (como Frank Ressel).
- Tomás Blanco como Subastador.
- Pasquale Basile como Secuaz de Goldwyn (como Pat Basil).
- Nino Persello como Secuaz de Goldwyn (como Norman Preston).
- Gianni Medici como Capitán Ali Ben Lokum (como John Hamilton).
- Lorenzo Robledo como Mike (como Richard Levin).
- Jean Yonnel como Professor Preminger (como Jean Lyonel).
- Luciano Pigozzi como Secuaz con parche en el ojo (como Alan Collins).
- Giuseppe Fortis como Vendedor de alfombras falsas (como Joseph Powers).
- Dario De Grassi como Boris Molotov (como Dean De Grassi).
- Vittorio Sanipoli como Vardar.

## Recepción
Marco Giusti en 007 all'italiana escribió sobre la película: «Secuela rápida de Agente 077: missione Bloody Mary [conocida en español como La muerte espera en Atenas], que había tenido un boom un mes antes […]. Pocos saben llevar esmoquin como Ken Clark y las situaciones en París y Estambul están bien ambientadas. Margaret Lee ilumina la última parte de la película aunque como agente no hace nada. La música de Piero Piccioni es preciosa y nunca pierde sus tonos lounge, mientras que Lydia MacDonald canta la canción de los maravillosos títulos de crédito iniciales, todo construido sobre las gafas negras del protagonista».